# Notopterus
Genre
Notopterus est un genre de poissons d'eau douce ou saumâtre de la famille des Notopteridae. Ce genre n'est représenté que par l'espèce Notopterus notopterus (Pallas, 1769).

## Classification
Le nom valide complet (avec auteur) de ce taxon est Notopterus Lacépède, 1800.
Notopterus a pour synonyme :
- Glanis Gronow in Gray, 1854

## Étymologie
Le nom générique, Notopterus, dérive du grec ancien νῶτος, nỗtos, « dos », et πτερόν, pterón, « nageoire », fait référence à sa petite nageoire dorsale en forme de pointe.